# Raggejavreraige
Raggejavreraige (también escrito Råggejávrrerájgge) es una cueva situada por encima de Hellemofjord (Tysfjord, Nordland) en el norte del país europeo de Noruega. Es la cueva más profunda en los países escandinavos y la única cueva profunda al norte del círculo polar ártico.
En general la zona es una vasta meseta superior a 700 metros de altitud sobre el nivel del mar en la se realiza una incisión en un fiordo de paredes empinadas.
Raggejavreraige se encuentra en el lado sur del fiordo dentro de la franja occidental. El geólogo noruego Steinar Foslie visitó la zona a finales de 1930, y tomó nota de la presencia de corrientes de hundimiento resurgiendo a nivel del mar.